# Костров, Пётр Семёнович
Пётр Семёнович Костро́в (1914—1940) — младший политрук Рабоче-крестьянской Красной Армии, участник советско-финской войны, Герой Советского Союза (1940).

## Биография
Пётр Костров родился 7 апреля 1914 года в деревне Софроново.
В 1936 году он был призван на службу в Рабоче-крестьянскую Красную Армию. Участвовал в советско-финской войне, будучи сначала политруком роты связи, затем военным комиссаром 3-го батальона 278-го мотострелкового полка 17-й мотострелковой дивизии 13-й армии Северо-Западного фронта.
В ночь с 26 на 27 февраля 1940 года Костров совместно с группой добровольцев захватил финский дот на берегу реки Салмен-Кайта. Противник предпринял ряд контратак, но советские бойцы успешно удержали дот до подхода подкреплений. В тех боях Костров четыре раза был ранен, но продолжал сражаться, пока не погиб. Похоронен в братской могиле у посёлка Вещево Выборгского района Ленинградской области.
Указом Президиума Верховного Совета СССР от 7 апреля 1940 года за «образцовое выполнение боевых заданий командования на фронте борьбы с финской белогвардейщиной и проявленные при этом доблесть и мужество» младший политрук Пётр Костров посмертно был удостоен высокого звания Героя Советского Союза. Также был награждён орденом Ленина и медалью.